# عمر بن عثمان بن عطية
بن عطية زعيم قبلي ومن الرؤساء في جبال ونشريس. قال عبد الرحمن ابن خلدون: "وكان بنو تيغرين من بني توجين يرجعون في رياستهم اليه "عقد له أبو تاشفين على جبل ونشريس وعمال بني عبد القوي 

## حياته

### نسبه
- عمر بن عثمان بن عطية بن مناد بن السري بن قيس بن غالب بن أبي بكر بن أبي بكر

## وفاته
سقط في خندق بالقرب من تلمسان اثناء تراجع عسكره إلى المدينة أمام جيوش ابي الحسن المريني سنة 637 هجري
1. ↑  "ص234 - كتاب معجم أعلام الجزائر - عمار بن أحمد العطوي - المكتبة الشاملة الحديثة". al-maktaba.org. مؤرشف من الأصل في 2021-12-12. اطلع عليه بتاريخ 2021-12-19.